# Польська філософія
По́льська філосо́фія (пол. Filozofia polska) — складова частина східноєвропейської філософії, що розвивалася в руслі її основних напрямів.
Датою заснування польської філософії вважається рік заснування Ягелонського університету (1364), у якому почала викладатися шкільна (схоластична) філософія (Войцех із Брудзева). Першим польським філософом іноді вважають Вітело. Видатним польським мислителем світового масштабу був Микола Коперник, який, проте, був поляком лише за походженням, але зміг реалізувати свою думку на латині за межами Польщі. З початком епохи Просвітництва польські мислителі зазнали сильного впливу французької філософії. Водночас у Польщі з'являється такий самобутній прояв національної філософії, як сарматизм.
З поділом Польщі і втратою нею національної незалежності серед польських інтелектуалів розквітає Польський месіанізм, деякі представники якого примикають до слов'янофільства (Юзеф Вронський). Твардовський засновує в 1904 році, в день смерті Канта, Польське філософське товариство.
З відновленням незалежності в 1918 році в Польщі відбувається розквіт філософії. Набувають поширення логічний позитивізм львівсько-варшавської школи (Казимир Айдукевич, Станіслав Лесьневский, Ян Лукасевич, Альфред Тарський) і феноменологія (Роман Інгарден). Після Другої світової війни Польща потрапляє у сферу впливу СРСР, і у відповідь на ідеологічну експансію марксизму (Франц Якубовський) набуває поширення неотомізм (Юзеф Марія Бохенський).
Відома школа антропології, онтології (Кромпець).